# Chu Tái Dục
Chu Tái Dục (chữ Hán: 朱载堉; bính âm: Zhu Zaiyu; 1536 - 1610), tự Bá Cần (伯勤), hiệu Câu Khúc sơn nhân (句曲山人), sinh quán Hoài Khánh (này là Thấm Dương), hoàng tộc, nhà bác học thời Minh.

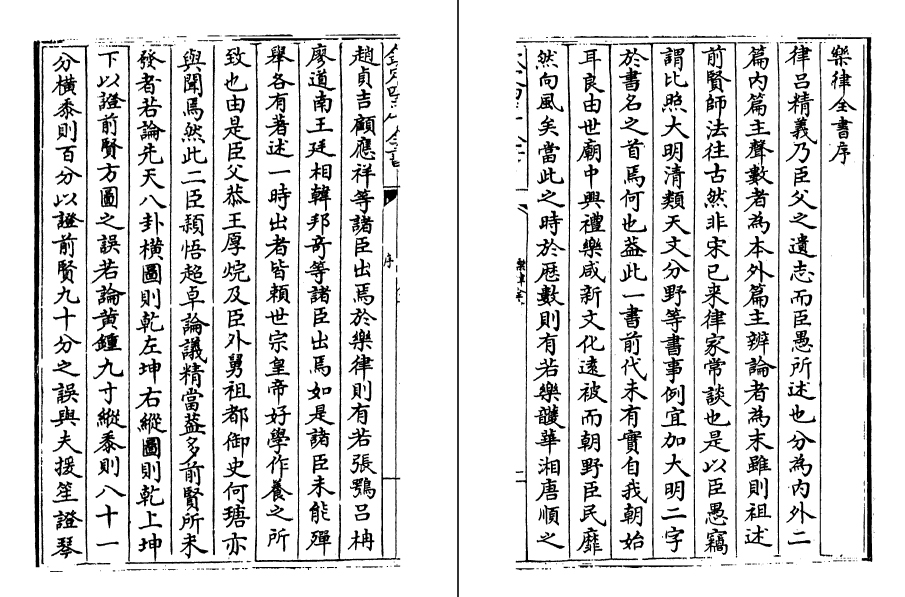
Nhạc luật toàn thư

## Tiểu sử

Vũ bộ

Chu Tái Dục sinh năm 1536 tại huyện Hà Nội, phủ Hoài Khánh (nay thuộc Thấm Dương, tỉnh Hà Nam), là con trưởng của Trịnh Cung vương Chu Hậu Hoàn (朱厚烷), cháu của Trịnh Ý vương Chu Hữu Đồ (朱祐檡). Năm 1545 thời Minh Thế Tông, Chu Tái Dục được phong là Thế tử nước Trịnh, từ nhỏ theo học ông ngoại Hà Đường. Năm 1550, chú của Cung vương là Chu Hữu Thiện (朱祐檡) căm tức vì bản thân không được kế vị Trịnh vương nên vu cáo Chu Hữu Hoàn 40 tội. Minh Thế Tông nổi giận, cho rằng Chu Hữu Hoàn kiêu ngạo vô lễ, đại nghịch bất đạo, đem Chu Hữu Hoàn gọt bỏ tước vương, giam tại Phượng Dương. Chu Tái Dục khi đó mới 15 tuổi, bất bình vì cha bị oan, nên đắp đất dựng nhà ở ngoài cửa cung, sống ở đó 19 năm.
Năm 1567, vua Thế Tông băng, vua Minh Mục Tông lên ngôi mới thả, đồng thời khôi phục tước vương cho Chu Hữu Hoàn. Chu Tái Dục khi đó mới trở về cung, được khôi phục vị trí Thế tử. Cũng trong năm này, ngày sinh thần ông được ban thêm 4 trăm thạch bổng lộc. Năm 1591, Chu Hữu Hoàn qua đời, Chu Tái Dục say mê với học thuật, không muốn làm kế thừa vương vị. Minh Thần Tông bèn cho cháu của Chu Hữu Thiện là Chu Tái Tỉ (朱载壐) tập tước vương, nhưng vẫn do Chu Thái Dục quản lý chuyện trong phủ.
Năm 1605 thời Minh Thần Tông, Tái Dục và con trai Dực Tích tiếp tục được hưởng bổng lộc Thế tử, Thế tôn đến hết đời, con cháu theo lệ được phong Đông Viên vương (东垣王). Năm 1611, Chu Tái Dực bệnh nặng qua đời, Minh Thần Tông truy tôn thụy hiệu Đoan Thanh (端清) vì vậy ông còn được xưng là Đoan Thanh Thế tử (端清世子).

## Thành tựu

### Nghệ thuật

Múa cờ (Kỳ vũ)

Chu Tái Dục là người sáng tạo ra 12 bình quân luật, dùng tính toán lẫn thử nghiệm để chia 8 độ âm thành 12 luật. Từ đó, Chu Tái Dục đã chế tạo ra 12 sáo luật (luật quản) và nhạc cụ dây (huyền). Công trình này được công bố trễ nhất vào năm 1581, với hai tác phẩm Luật lã tinh nghĩa (律吕精义) và Nhạc luật toàn thư (乐律全书), sớm hơn Simon Stevin (người Bỉ) và Marin Mersenne (người Pháp) nhiều năm. Mặt khác, công trình của Chu Tái Dục còn có độ chính xác cao hơn Marin Mersenne trong Harmonie universelle.
Hermann von Helmholtz khi sáng tác Die Lehre von den Tonempfindungen als physiologische Grundlage für die Theorie der Musik (Về sự cảm nhận của nốt nhạc như là cơ sở sinh lý học của lý thuyết âm nhạc) có dòng viết: China có một vị vương tử tên là Tải Dục, lực bài chúng nghị, sang đạo bảy thang âm. Phương pháp đem tám độ chia làm mười hai cái bán âm, cũng là do quốc gia giàu thiên tài cùng trí xảo này phát minh ra.
Mặt khác, Nhạc luật toàn thư còn ghi chép nhiều công trình về nghiên cứu nhạc cụ, gồm cả quy trình chế tạo, cùng rất nhiều bản soạn nhạc và nhạc khúc, tiêu biểu là Sắt phổ (瑟谱). Đồng thời, Nhạc luật toàn thư còn chứa nhiều tranh minh họa các điệu múa và vũ đạo, gồm nhiều điệu múa dân gian như Lục đại tiểu vũ phổ, Tiểu vũ hương nhạc phổ, Nhị tiếu chuế triệu đồ, Linh tinh tiểu vũ phổ,...

### Toán học
Năm 1581, Chu Tái Dục phát hành sách Luật lịch dung thông (律历融通), sau lại viết ra hai bộ lịch Hoàng Chung lịch và Thánh thọ vạn niên lịch.
Tại phương diện số học, Chu Tái Dục viết bộ Toán học tân thuyết, bao gồm phép nhân chia hai số trở lên và phép khai căn bậc hai, phương pháp sử dụng bàn tính 81 hạt, có thể tính toán ra 25 số sau dấu phẩy, trực tiếp hỗ trợ cho quá trình nghiên cứu bình quân luật.

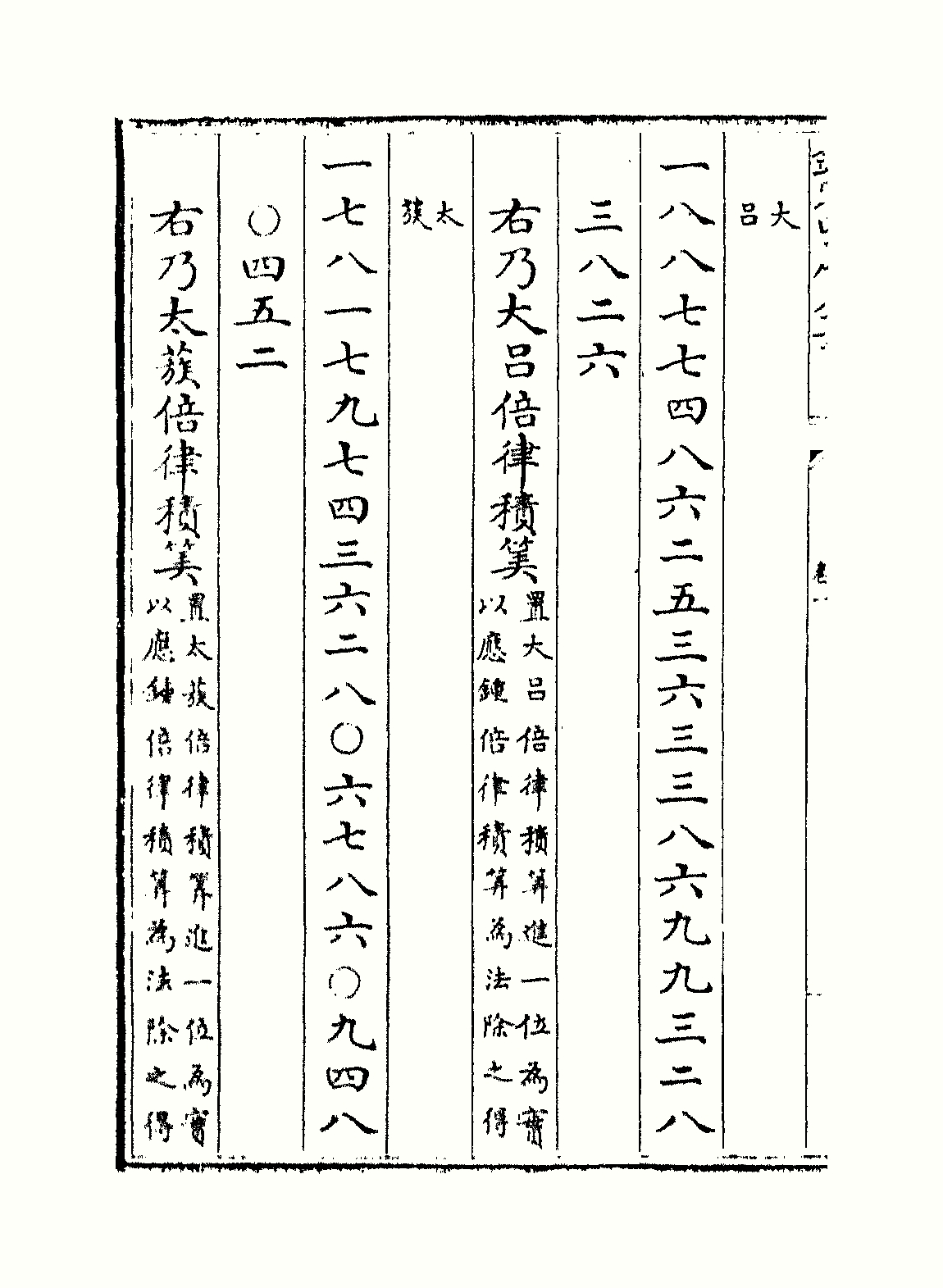
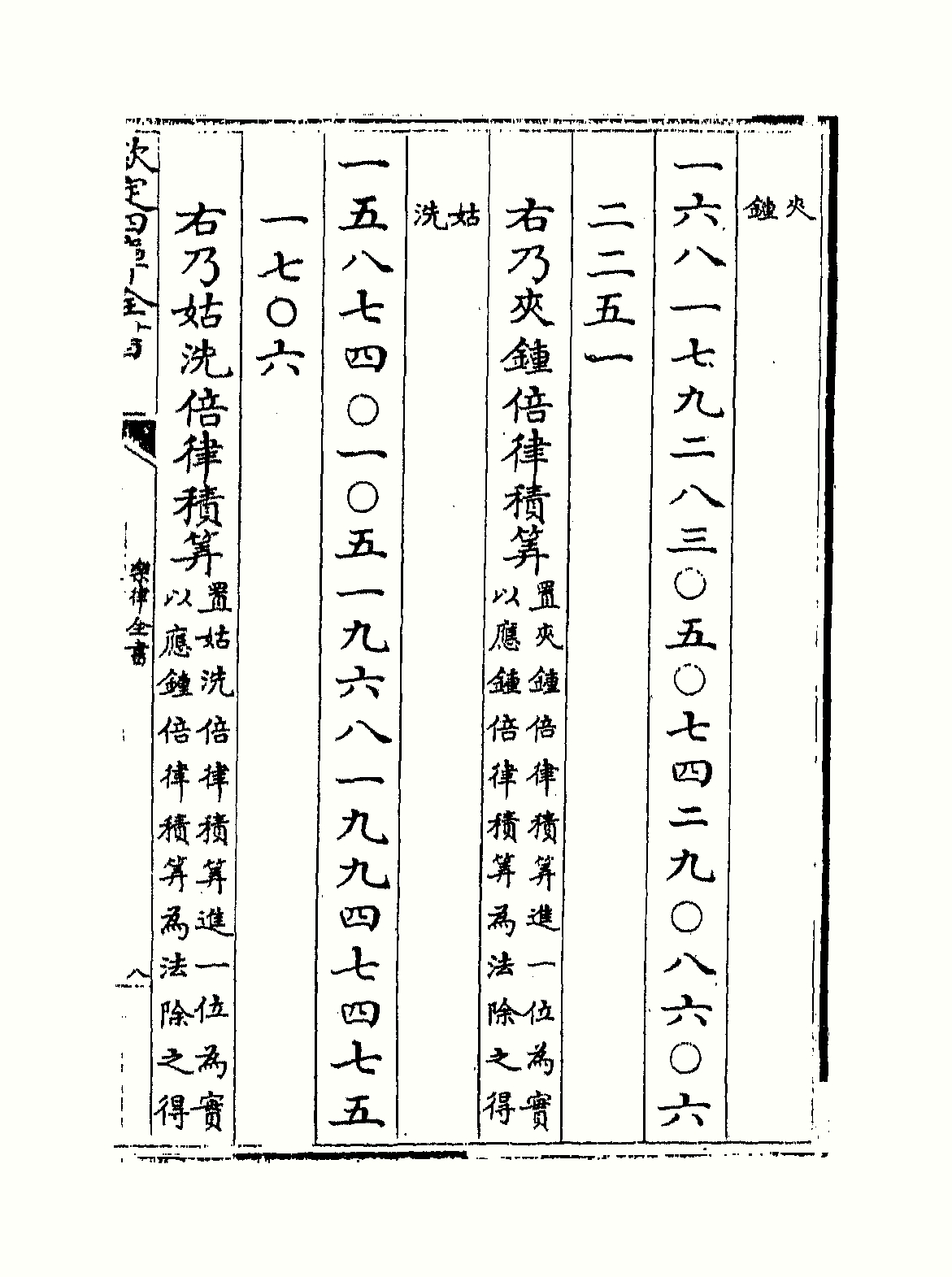
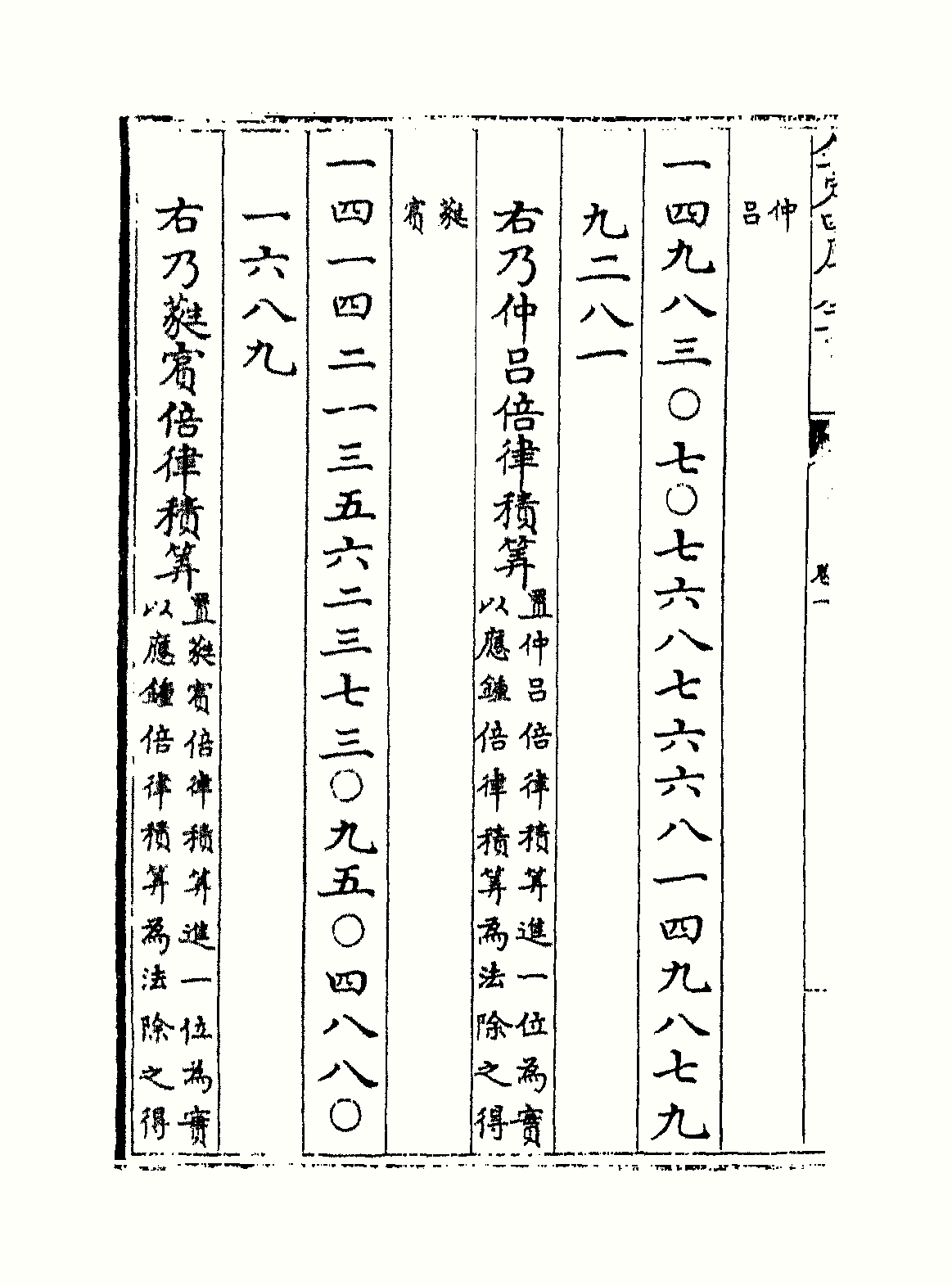
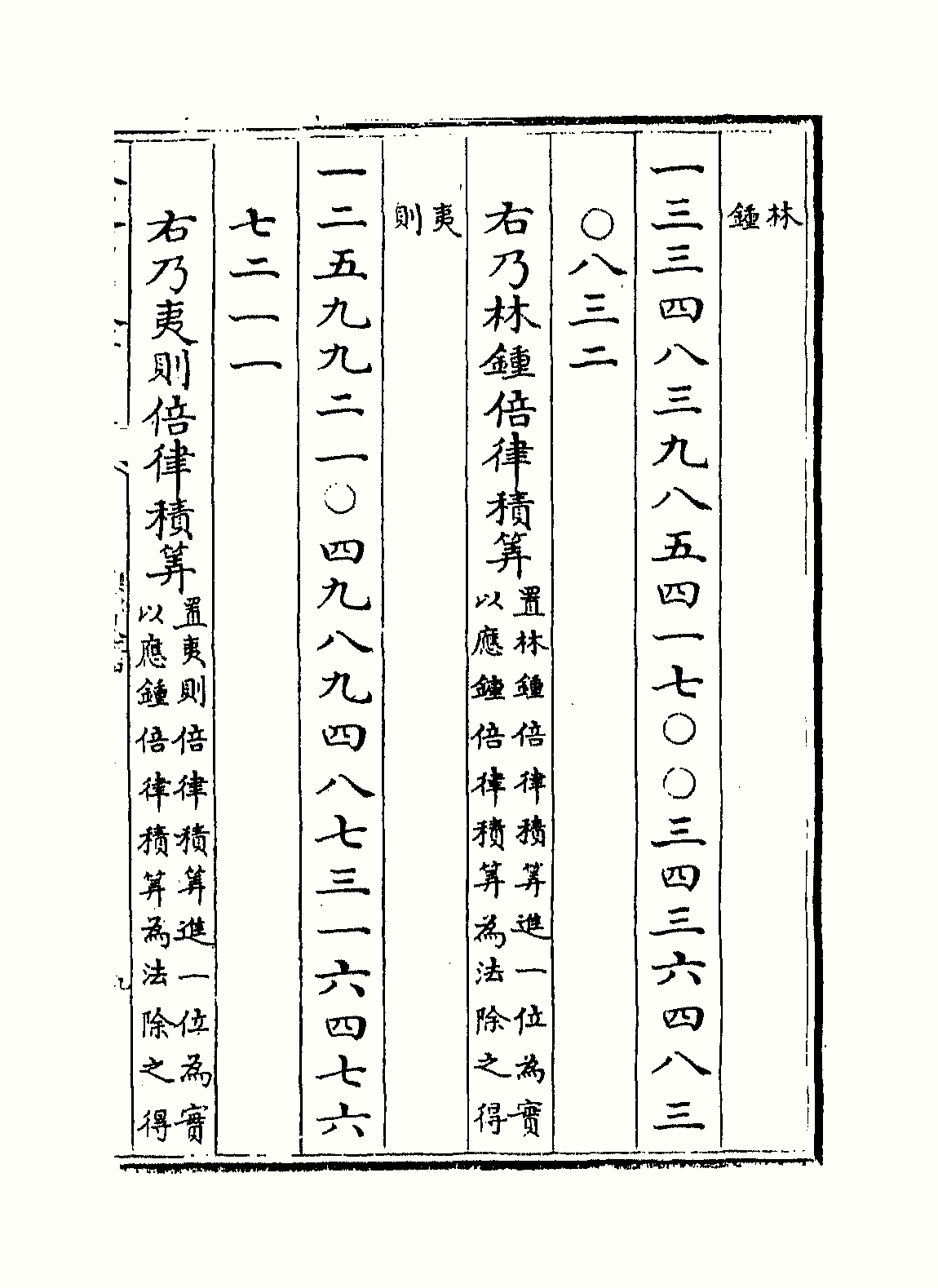
Tính toán 12 bình quân luật của Chu Tái Dục
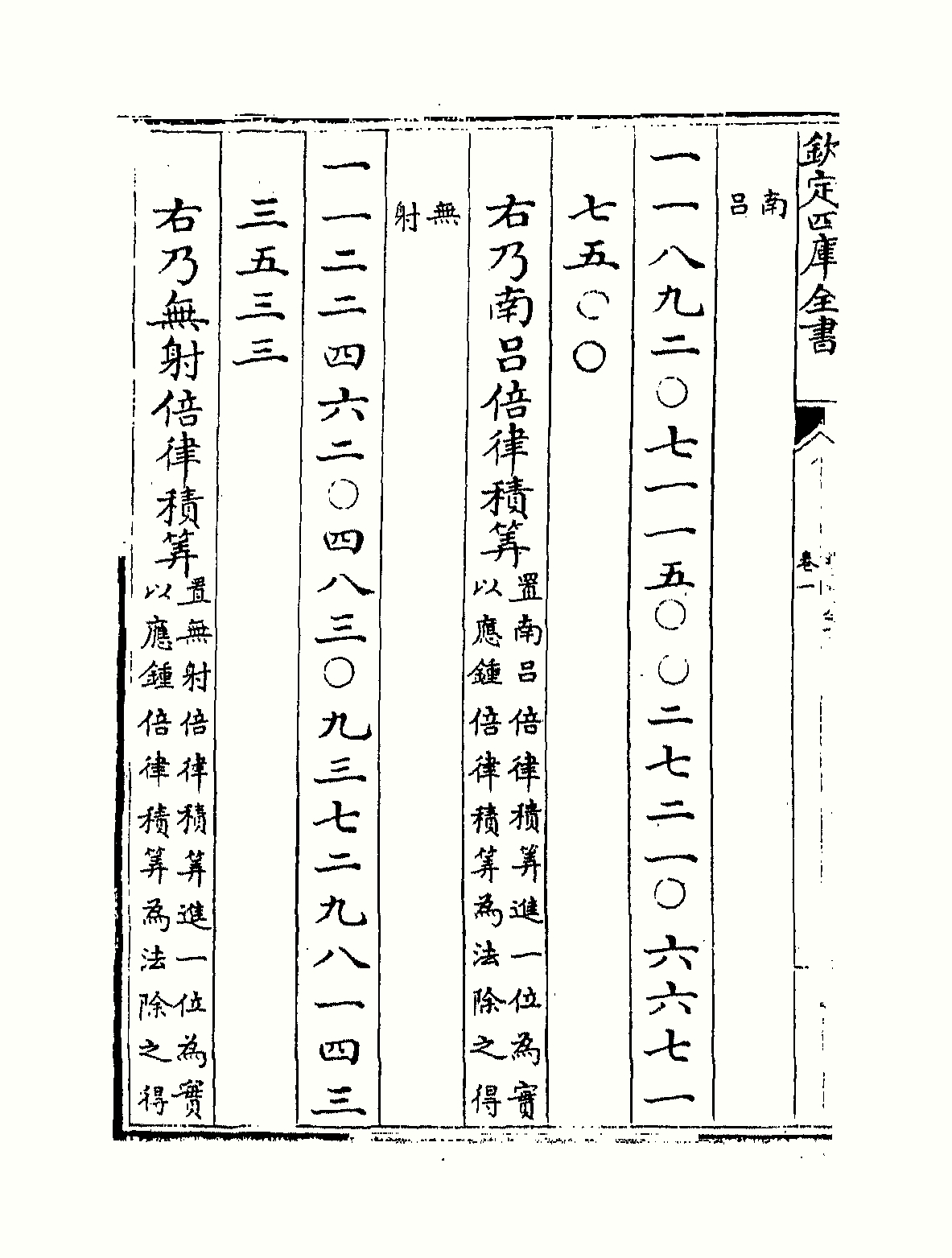
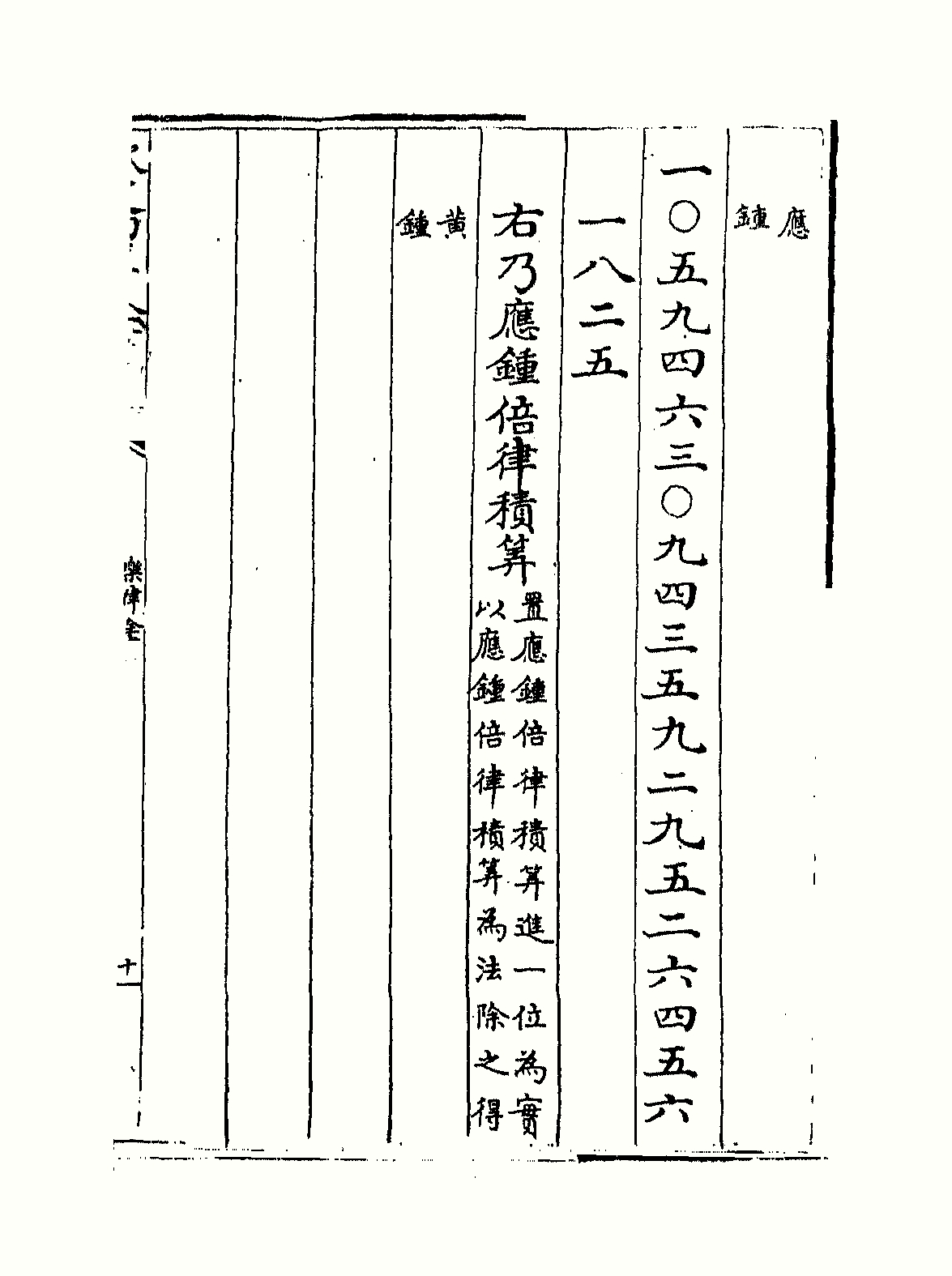
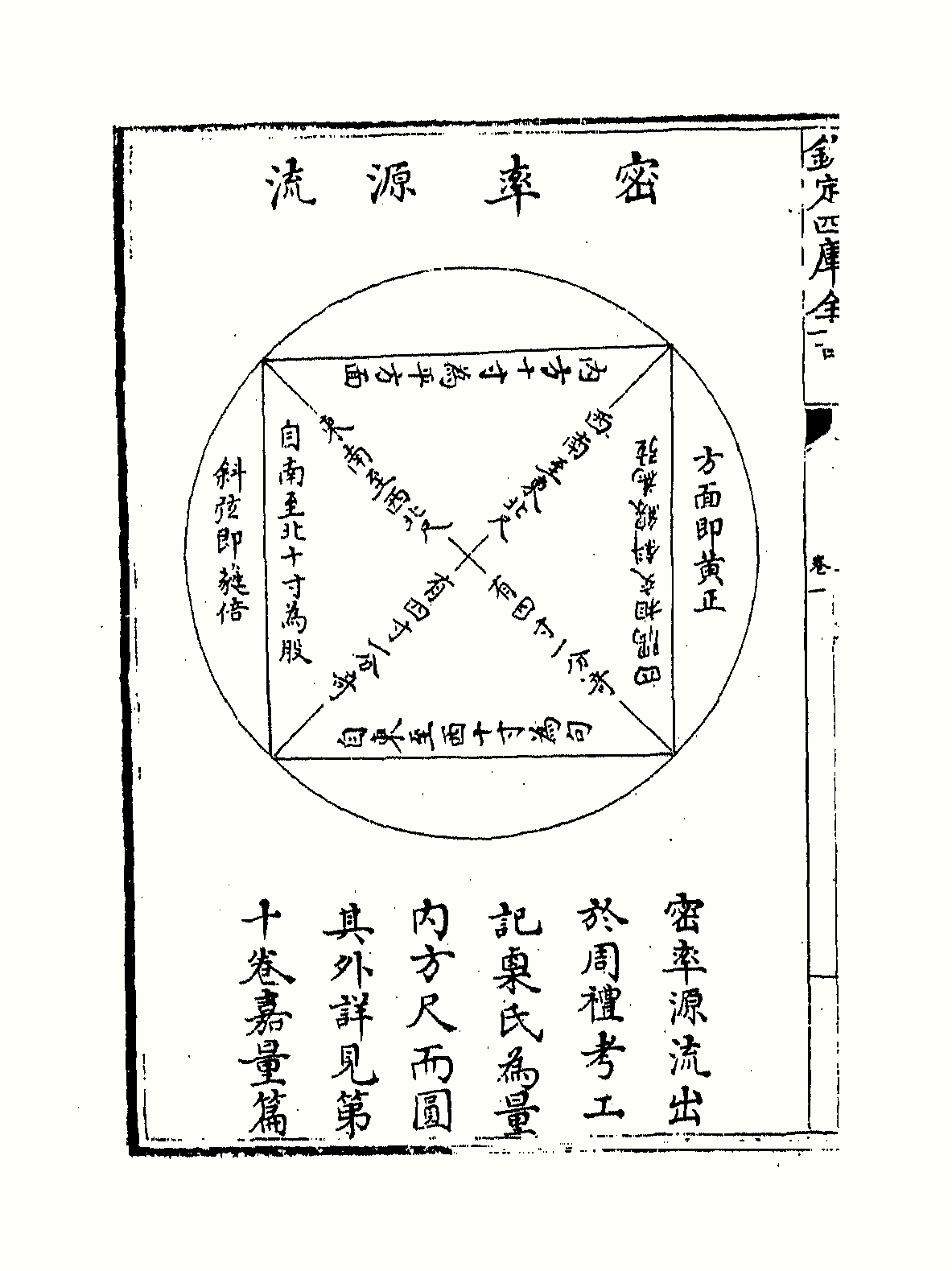